# Pony-01
Pony-01 е модел лекотоварни електромобили на компанията „Ди-Вен“ ООД, Лом.

## Описание
Лекотоварният електромобил на фирма „Ди Вен ООД“ от серията PONY-01 е пригодено за градско движение транспортно средство с товароносимост 1000 кг. Предназначен е за превоз на малки товари, зареждане на магазини и пазари, извършване на разни услуги по домовете.
Вградени са 4 електрически батерии по 12 V, изпълнени по AGM технология, които не изискват никакво обслужване. Зарядното устройство е с максимален ток 15 А, което позволява зареждане на кара практически от всеки контакт. Маневрен и лесен за управление с вградено хидравлично сервоуправление.
Хидравлична спирачна система с 4 спираеми колела. Осигурена е защита от движение без водач, както и всички необходими звукови и светлинни сигнали. С едно зареждане изминава 40 км. Възможни са различни надстройки на мястото на товарната каросерия в зависимост от типа на товарите, което прави кара многофункционален.

## Характеристики
- Товароносимост – 1000 кг
- Собствена маса с батерия – 920 кг
- Максимална скорост с товар – 30 км/ч.
- Максимално преодоляван наклон с товар – 20%
- Окачване: мост преден/заден – амортисьори/ресьори
- Вид спирачки: хидравлична Ф180, механична ръчна
- Сервоуправление: хидравлично
- Гуми – 6,00-9PR10
- Двигател – 4,5 kW SepEx
- Импулсен регулатор – 48 V, 350 A ZAPI
- Батерия – 4х12 V, 185 Ah
- Пробег с едно зареждане – 12 часа
- Вградено зарядно устройство – 12 V, 15 A